# Bricks Are Heavy
Bricks Are Heavy är ett musikalbum av L7 som lanserades 1992 på Slash Records. Albumet släpptes ungefär samtidigt som Nirvana släppte sitt Nevermind och räknas till ett av de viktiga grungealbum som lanserades under 1990-talets tidiga år. "Pretend We're Dead" blev en populär låt på amerikanska rockradiostationer, men den sålde inte tillräckligt bra för att ta sig upp på Billboard Hot 100.
Albumet blev framförallt en framgång i Storbritannien där singlarna "Pretend We're Dead", "Everglade" och "Monster" alla nådde topp 40 på singellistan.

## Låtlista
(upphovsman inom parentes)
1. "Wargasm" (Donita Sparks) - 2:40
2. "Scrap" (Sparks, Brett Gurewitz) - 2:53
3. "Pretend We're Dead" (Sparks) - 3:53
4. "Diet Pill" (Sparks) - 4:21
5. "Everglade" (Jennifer Finch, Daniel Ray) - 3:18
6. "Slide" (Suzi Gardner, Sparks) - 3:37
7. "One More Thing" (Finch) - 4:07
8. "Mr. Integrity" (Sparks) - 4:06
9. "Monster" (Gardner) - 2:56
10. "Shitlist" (Sparks) - 2:55
11. "This Ain't Pleasure" (Gardner, Caivano) - 2:42

## Listplaceringar
- Billboard 200, USA: #160[1]
- UK Albums Chart, Storbritannien: #24[2]
- Australien: #47[3]